# Harpactea adicensis
Espèce
Harpactea adicensis est une espèce d'araignées aranéomorphes de la famille des Dysderidae.

## Distribution
Cette espèce est endémique d'Alentejo au Portugal,. Elle se rencontre vers Moura.

## Description
La carapace du mâle holotype mesure 1,69 mm de long sur 1,21 mm et l'abdomen 2,31 mm.

## Systématique et taxinomie
Cette espèce a été décrite par Řezáč en 2023.

## Étymologie
Son nom d'espèce, composé de adic[] et du suffixe latin -ensis, « qui vit dans, qui habite », lui a été donné en référence au lieu de sa découverte, la Serra da Adiça.

## Publication originale
- Řezáč, Cardoso & Řezáčová, 2023 : « Review of Harpactea ground-dwelling spiders (Araneae: Dysderidae) of Portugal. » Zootaxa, vol. 5263, no 3, p. 335-364.